# Andrej Dynko
Andrej Dynko (belarussisch Андрэй Дынько; * 1974 in Brest) ist ein belarussischer Journalist und politischer Gefangener.
Von 1997 bis 2000 war Dynko Hochschullehrer an der Belarussischen Staatlichen Universität. 1999 wurde er Mitarbeiter und ein Jahr später Chefredakteur der ältesten Zeitung von Belarus, der Nascha Niwa. Von 2002 bis 2004 war Dynko Vize-Präsident des belarussischen PEN-Zentrums.
2003 wurde Andrej Dynko als erster Nicht-Tscheche von Václav Havel für seine Arbeit mit dem internationalen Bürgerpreis Hanna Ellenbogen ausgezeichnet.
Am 8. Juli 2021 wurde Dynko zusammen mit wenigen Mitarbeiter von Nascha Niwa unter dem Vorwurf festgenommen, Proteste in Belarus ab 2020 organisiert zu haben. Durch eine gemeinsame Erklärung von zehn Organisationen (Wjasna, der Belarussische Journalistenverband, das Belarussische Helsinki-Komitee u. a.) wurde er am 12. Juli 2021 als politischer Gefangener anerkannt.
Über seine 13-tätgige Haft veröffentlichte Dynko im November 2021 ein Gefängnistagebuch.